# リース・ウィリアムズ
リース・ウィリアムズ（Rhys Williams, 1988年7月14日 - ）は、オーストラリア・パース出身の元同国代表のサッカー選手。現役時代のポジションはDF、MF。

## 経歴

### キャリア初期
地元パースにあるECUジューンダラップSCの下部組織でキャリアを始めた。2004年、AISが開催する発掘プログラムのナショナルタレント・アイデンティフィケーション・チャンピオンシップにU-16西オーストラリア州として出場し、3ゴールを決めチームの準決勝進出に貢献。この大会終了後にアストン・ヴィラFC、レスター・シティFC、ミドルズブラFCなどのトライアルに参加するためにイングランドへ渡った。

### イングランド
2005年、最終的にプレミアリーグに所属するミドルズブラの下部組織に3年契約で入団。幾度か負傷に見舞われたものの、2007年7月にトップチームとプロ契約を結んだ。2009年1月、クラブと2年契約を延長したその日にチャンピオンシップのバーンリーFCへのローン移籍にサインした。加入後すぐさま右サイドバックの位置でレギュラーを勝ち取ると、チームのプレーオフ進出に貢献。バーンリー側はローン延長を望むも失敗したため、プレーオフを戦うことなくミドルズブラに復帰した。
2009-10シーズンへ向けたプレシーズンマッチで5試合4ゴールというプレーを見せると、ガレス・サウスゲート監督によってシェフィールド・ユナイテッドFCとの開幕戦でセントラル・ミッドフィールダーとして先発起用された。2009年9月26日、2-2と引き分けたコヴェントリー・シティFC戦で初ゴールを決めた。2010年2月21日、ローン復帰後のプレーが認められ契約を3年半延長した。
2010-11シーズンは、以前から続く腰の問題から出場機会は大幅に減少し、2010 FIFAワールドカップのメンバーからも落選した。シーズン終盤になるとリハビリから復帰し、12試合出場した中でマン・オブ・ザ・マッチに6度選ばれる活躍を見せた。その後も好調なプレーを続け、ボルトン・ワンダラーズFC、ニューカッスル・ユナイテッドFC、ウェスト・ブロムウィッチ・アルビオンFC、リヴァプールFCと、プレミアリーグの複数のクラブが関心を寄せたことで夏に退団することが推測されたが、2012年1月に2016年まで契約を延長した。サポーターからの支持を得て、トニー・モーブレイ監督の下で2012年8月9日からキャプテンマークを巻くことになった。

### 母国復帰
2016年4月20日、パース・グローリーFCに移籍した。翌シーズンより、メルボルン・ヴィクトリーFCと2年契約を締結。レギュラーとして公式戦32試合に出場し、加入初年度でAリーグの年間ベストイレブンに選出された。

## 人物
インドのムンバイ出身の母親とイングランドのケント出身の父親の下で生まれる。
双子の弟のライアン・ウィリアムズとアリーンもサッカー選手で、フラムFCとバーンリーFCの下部組織に所属している。

## 代表歴
オーストラリア、イングランド、インド、ウェールズと4ヶ国の代表でプレー出来る立場にいた。
2009年5月、それまでU-21ウェールズ代表として何度もプレーしていたが、A代表は生まれ育ったオーストラリアを選ぶことを決意。翌月には2010 FIFAワールドカップ・アジア予選に向け初招集され、17日のメルボルン・クリケット・グラウンドで行われた日本戦でオーストラリア代表としてデビューした。
2010年5月、2010 FIFAワールドカップに向けた30名の候補に名を連ねていたが、クラブでの負傷により最終的メンバーから落選した。
2011年6月5日のアデレード・オーヴァルで3-0と勝利したニュージーランド戦と、7日のシティ・オブ・マンチェスター・スタジアムで0-0と引き分けたセルビア戦でそれぞれ途中出場の形で復帰した。

## タイトル
- Aリーグ年間ベストイレブン : 2017-18